# جورج جليدون
جورج روبينز جليدون (بالإنجليزية: George Robbins Gliddon)‏ (1809-16 نوفمبر 1857) كان عالم مصريات أمريكي من مواليد إنجلترا.

## النشأة
ولد في ديفونشاير بإنجلترا. كان والده تاجرًا، وكان قنصلًا للولايات المتحدة في الإسكندرية حيث إنتقل جليدون في سن مبكرة. كان لديه أخ أصغر، ويليام ألفريد جليدون (مواليد 1819، القاهرة) عمل لفترة قصيرة في بورنيو وزود بعض الجماجم من هناك.

## مسيرته المهنية
أصبح جليدون نائب قنصل الولايات المتحدة وأبدى اهتمامًا كبيرًا بالآثار المصرية. بعد ذلك، حاضر في الولايات المتحدة ونجح في جذب الانتباه إلى موضوع علم المصريات. كان عمله الرئيسي هو مصر القديمة (1850، طبعة 1853). كما كتب مذكرات عن القطن في مصر (1841)؛ نداء لجامعي آثار أوروبا بشأن تدمير آثار مصر (1841)؛ نقاشات في علم الآثار المصري (1849)؛ أنواع الجنس البشري (1854)، بالاشتراك مع جي سي نوت؛ والسلالات الأصلية للأرض (1857)، بالاشتراك أيضًا مع نوت وآخرين.

## أنظر أيضاً
- عنصرية علمية